# モエチャッカファイア
「モエチャッカファイア」は、2024年7月19日に配信リリース、2024年7月23日にYouTubeにてMVが公開された、弌誠による楽曲。

## 制作
コンピュータゲーム『ゼンレスゾーンゼロ』に登場するキャラクター「エレン・ジョー」に触発されて制作された。歌詞にはゲームの物語と、冷めた目線でメイド喫茶の仕事に従事するドライなキャラクターの特徴が反映されている。ミュージック・ビデオで描かれているイラストとアニメーションはハツミノが担当しており、編曲にnecchi、コーラスに森田くみこが、それぞれ参加している。

## 音楽性
サウンドは中毒性があるとされ、歌声は低音である。歌い出しはキーのオクターブ下を歌った様になっており、トリッキーな側面がある。一方、「up pull pull」という歌詞を「あっぷっぷ」と発音し、それを反復することで、トリッキーな印象を残しながらもキャッチーさを持っている。

## 反応
本作は、2024年9月23日-9月29日付の「Billboard Japan Heatseekers Songs」で1位となり、2024年9月27日-10月3日と10月4日-10月10日付の「YouTubeチャート」で1位となった。Spotifyの「Daily Viral Songs（Japan）」では3位となった。
ミュージック・ビデオは公開から2週間で100万回以上再生され、歌ってみた動画も作成された。メイド服でヴァースを口パクしながら萌え萌えハートをする振付が流行し、TikTokでは、本作を使用した動画の投稿が急増した。

## カバー
2025年7月5日、楽曲および『ゼンレスゾーンゼロ』の1周年を記念し、YouTube上でエレン・ジョー（CV:若山詩音）によるカバーが公開された。